# Lakóhelyiség
A lakóhelyiség a gyűjtőfogalma a lakás azon helyiségeinek, amelyek nem minősülnek mellékhelyiségnek.

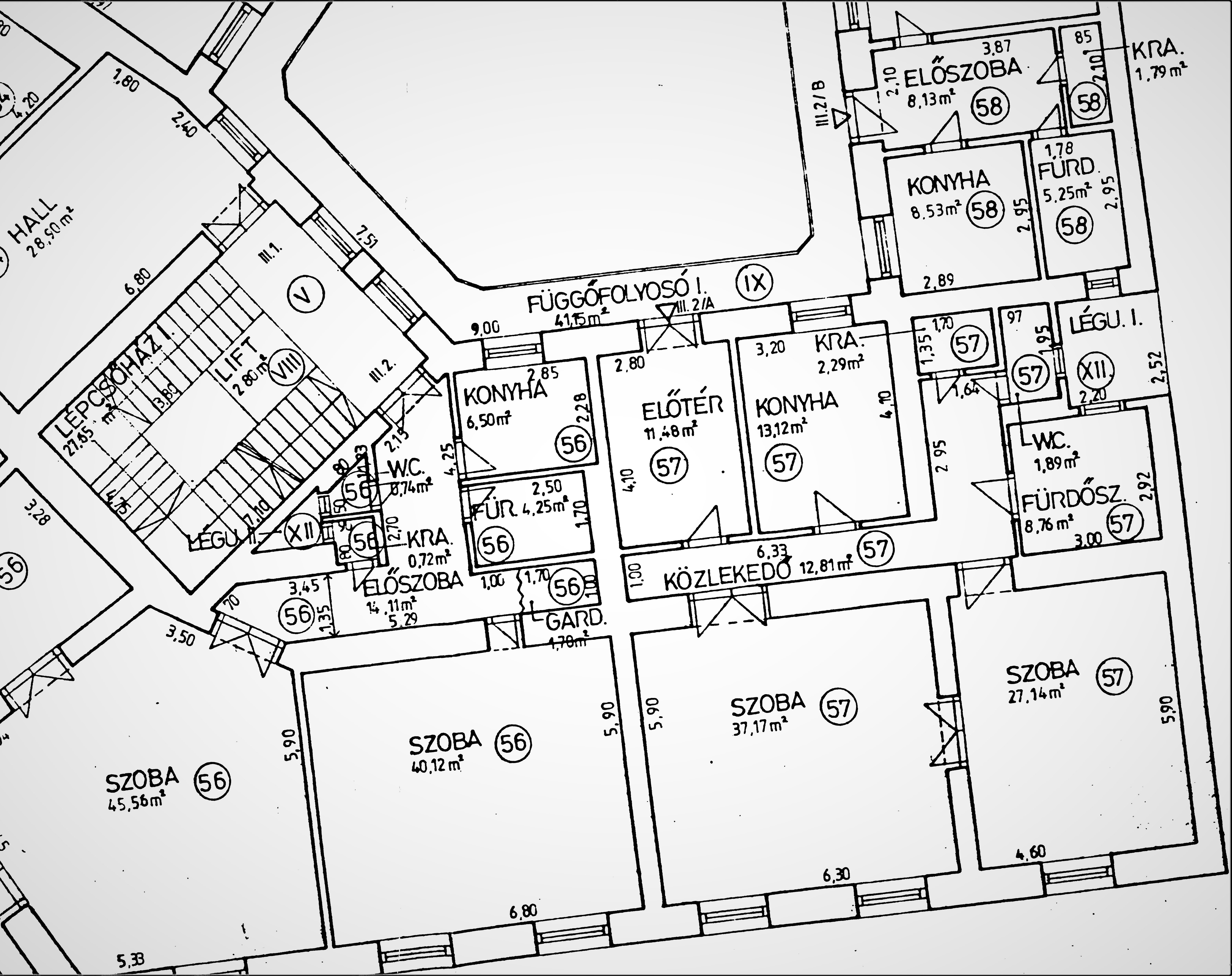
Andrássy útra néző lakás lakóhelyiségei a társasház alaprajzán

## Fogalma
Magyarországon a következő helyiségek tartoznak ebbe a fogalmi körbe:
- lakószoba,
- félszoba,
- hálófülke,
- hall,
- étkező,
- lakóelőtér.[1]